# Подлесное (Чувашия)
Подле́сное (чув. Вӑрманхӗрри) — деревня в Янтиковском районе Чувашской Республики. Входит в состав Янтиковского сельского поселения.

## История
Деревни Подлесное и Иваново находятся в непосредственной близости и имеют общую историю. В развитии и становлении деревень можно выделить линию, восходящую к древнейшим чувашским этно-культурным традициям. Основное различие между деревнями в характеристиках ингумации.
В архивных источниках значится, что в 1565 году в 5 верстах от деревни Тимяш на Перасевском поле тимяшевцы построили 5 амбаров и 9 изб. А в 1781—1782 годах здесь образовалась деревня Подлесное. Вначале она имела название Бузаево, крещёный Алибаш, Первое малое Янтиково. На карте 1867 года эта деревня значится Бузаево. Слово Подлесное (чув. Вăрманхĕрри) возникло от чувашских слов вӑрман — лес и хӗрри — край, окраина. По устному местному преданию, в старину здесь жили юмӑҫи (знахари) Иван и Бузай. Живший в соседстве с Иваном его родственник Бузай помогал ему, закалывал приводимых животных.
Деревня первоначально располагалась в лесистой местности рядом с небольшой речкой и множеством родников. Леса постепенно вырубались и превращались в пахотные земли. В царское время Подлесное входило в Старо-Тябердинскую волость Цивильского уезда Казанской губернии. В 1884 году в деревне была открыта школа. Крестьяне были не крепостными, а государственными. Наиболее обеспеченными были представители семьи Мукиных, владевшие ветряной мельницей на взгорке за конюшенным двором.

На фотографии 1932 года изображены три поколения семьи Козловых с архаичным представителем Флегонтом Элентеевичем Козловым

 Семьи были преимущественно многодетные, между родственниками характерны линиджевые отношения. Патронимия в большинстве своем определяется патриархальными взаимоотношениями, была распространена кража невест.

## История советского периода
После революции деревня вошла в Янтиковский район Чувашской АССР. 30 августа 1930 года образовался колхоз «Красное Сормово». В 1922 году на пустыре между деревнями рядом с конюшенным двором (не сохранился) появились ивановская школа и клуб. При школе были сформированы краеведческий музей и картинная галерея, имевшие республиканскую известность (в настоящее время фонды утрачены).

## Современная история
В годы перестройки колхоз развалился, часть земель пустовала, теперь Подлесное входит в состав Янтиковского сельского поселения.
В конце 1990-х годов многие местные жители устремились в Москву на заработки. К примеру, часть жителей составляла временный штат декорационных цехов Большого театра.
В деревне существует два кладбища, исторические захоронения находятся на территории старых погребений с вытянутой ингумацией (некрополь не исследован). Рядом с новым кладбищем за территорией исторического поселения построен храм Инны, Пинны и Риммы. Освящение престола состоялось 7 июня 2012 года.
17 декабря 2021 года состоялось торжественное открытие Фельдшерско-акушерского пункта, построенного на территории ликвидированной ивановской восьмилетней школы.
Празднование дня деревень Подлесное и Иваново происходит в праздник Симек. В этот день собираются многие рассеявшиеся по городам и весям представители деревни Подлесное.

## Географическое положение
Деревня находится на расстоянии 2 км к юго-западу от села Янтиково.

## Известные люди деревни Подлесное
- Владимир Васильевич Козлов — академик Международной Академии Психологических Наук, заведующий кафедрой психологии Ярославского Государственного Университета имени Демидова, Заслуженный деятель науки.
- Геннадий Васильевич Козлов — директор Чувашского Государственного Художественного Музея, член президиума правления Чувашской организации Союза художников России, преподаватель кафедры живописи Художественно-графического факультета Чувашского Педагогического Университета имени Яковлева, Заслуженный художник Чувашской Республики.
- Сергей Александрович Иванов — заслуженный артист Чувашской Республики.
- Иван Кузьмич Абрамов — министр здравоохранения Чувашской АССР (1935—1938), участник Великой Отечественной войны, с 1946 года — главный врач Можайской ЦРБ Московской области.
- Николаев Иван Николаевич — заслуженный врач РСФСР, участник Великой Отечественной войны.